# Turbo Visor
Il Turbo Visor è una visiera universale, applicabile a qualunque tipo di casco impiegato per attività velocistiche.

## Descrizione
Il marchingegno consiste in una fascia di ancoraggio al casco dotata di un perno frontale, sul quale viene incernierato un disco (trasparente o ambrato) concavo in materiale plastico trasparente, del diametro di circa 20 cm. La faccia convessa del disco è munita di alette disposte a intervalli regolari in prossimità del bordo esterno, adatte a creare una resistenza aerodinamica sufficiente ad imprimere un movimento rotatorio al disco medesimo, con un funzionamento simile ai mulini a vento.

## Funzione
L'utilità del singolare accessorio è data dalla mobilità del disco che, girando vorticosamente sul perno, per effetto della forza centrifuga porta ai bordi l'acqua che si depositi sull'esterna faccia convessa, permettendo un'ottima visibilità.

## Media e successo
Nelle intenzioni dell'azienda produttrice, la Cleaver-Hume International di Londra, il Turbo Visor era destinato ad equipaggiare i caschi motociclistici in caso di pioggia e quando fu messo in vendita, nel 1965, venne realizzata un'imponente campagna pubblicitaria, addirittura  reclutando come testimonial il pluricampione iridato Jim Redman.
Per l'uso motociclistico, il Turbo Visor non riscosse in gradimento dei centauri, soprattutto a causa dello sbilanciante effetto vela, nel quale si poteva incorrere girando la testa durante la marcia.
Trovò, invece, buona accoglienza nel settore "kartistico", dove è tuttora utilizzato.